# Calydna nicolayi
Calydna nicolayi is een vlindersoort uit de familie van de prachtvlinders (Riodinidae), onderfamilie Riodininae.
Calydna nicolayi werd in 2002 beschreven door Hall, J.